# Segafredo Zanetti
Segafredo Zanetti ist ein auf Kaffeeprodukte spezialisiertes und international tätiges italienisches Unternehmen mit Sitz in Pianoro. Segafredo Zanetti ist Teil der Massimo Zanetti Beverage Group.
Die Gruppe Segafredo Zanetti ist das einzige Unternehmen seiner Art, das die Kaffeeproduktion vom Anbau bis zur Abfertigung eigenständig organisiert (vertikale Integration). Das Unternehmen besitzt eine eigene Plantage in Brasilien, genannt „Nossa Senhora Da Guia“, die nach Unternehmensangaben die größte zusammenhängende Kaffeeplantage der Welt ist. Außerdem gehören acht Röstereien und die Espressomaschinen-Produktion „LaSanMarco“ zur Firma.

## Unternehmensgeschichte
Die Rösterei Segafredo wurde im Jahr 1973 von Massimo Zanetti aufgekauft, der damit in Rastignano bei Bologna die Segafredo Zanetti S.p.A. gründete. Die erste Auslandsfiliale wurde im Jahr 1983 in Österreich eröffnet. Im Jahr 2005 übernahm die Firma mehrere Unternehmen in den Vereinigten Staaten (Chock full o'Nuts, Chase and Sanborn, MJB, Hills Bros., ...).

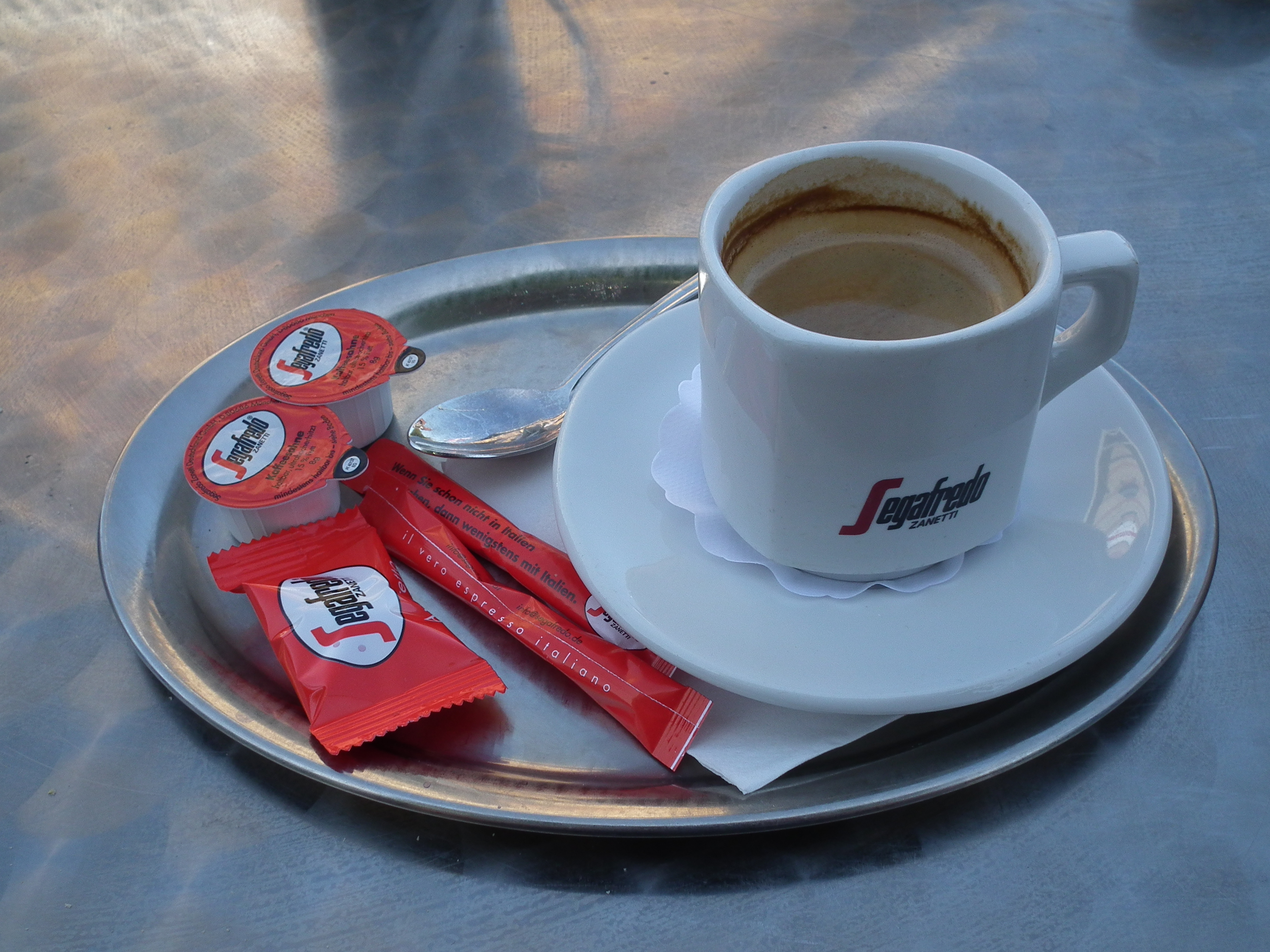
Segafredo Zanetti Espresso

## Kritik
In Deutschland wurde im Juni 2010 dem Deutschen Kaffeeverband vom Bundeskartellamt vorgeworfen, mit einer Pressemitteilung im Februar 2005 ein Kartell von Kaffeeunternehmen gefördert zu haben, weswegen ein Bußgeld von bis zu 90.000 € verhängt wurde. Zu den beteiligten Kaffeeröstereien gehörten neben Segafredo Zanetti die Unternehmen Kraft Foods Außer Haus Service in Bremen, Luigi Lavazza Deutschland in Frankfurt, Seeberger in Ulm, Tchibo in Hamburg, Gebr. Westhoff in Bremen, Melitta System Service in Minden, und J. J. Darboven in Hamburg. Den letzteren beiden Unternehmen wurden die Geldbußen wegen ihrer Kooperation bei der Aufklärung der Vorwürfe reduziert.

## Sponsoring
Von 2016 bis 30.06.2023 unterstützte das Unternehmen zusammen mit dem US-amerikanischen Fahrradhersteller Trek Bicycle Corporation das professionelle Radsportteam Trek-Segafredo als Hauptsponsor.